# Venericardia borealis
Venericardia borealis är en musselart. Venericardia borealis ingår i släktet Venericardia och familjen Carditidae. Inga underarter finns listade i Catalogue of Life.